# Tipula flavocauda
Tipula flavocauda är en tvåvingeart som beskrevs av Doane 1912. Tipula flavocauda ingår i släktet Tipula och familjen storharkrankar. Inga underarter finns listade i Catalogue of Life.